# GB News
GB News is een Britse nieuwszender die op 13 juni 2021 werd gelanceerd. 
Het kanaal biedt geen doorlopend nieuws, maar is een mengeling van nieuws, analyses, opinies en debatten. De zender is opgezet met een expliciete politieke, Britse oriëntatie, en wordt in de media vergeleken met het rechts-georiënteerde Amerikaanse Fox News.

## Oprichting
Op 25 september 2020 raakte bekend dat presentator Andrew Neil de BBC zou inruilen voor GB News, nadat zijn jarenlange nieuwsshow op de zender was afgevoerd. Neil wilde met de nieuwe zender "een sterk en evenwichtig debat op gang brengen, en perspectieven openen over de kwesties die iedereen in het Verenigd Koninkrijk raken, en niet alleen de mensen in Londen”. De zender zou zich ook richten op “de vele Britten die zich niet aangesproken en niet gehoord voelen door de huidige media".
GB News werd opgericht door Andrew Cole en Mark Schneider, twee zakenrelaties van John C. Malone, voorzitter van het telecombedrijf Liberty Global. Als CEO werd Angelos Frangopoulos aangesteld, de voormalige CEO van Sky News Australia.
Op 18 maart 2024 oordeelde Ofcom dat twee afleveringen van Jacob Rees-Mogg's State Of The Nation, twee afleveringen van Friday Morning With Esther And Phil en één aflevering van Saturday Morning With Esther And Phil, uitgezonden in mei en juni 2023, er niet in waren geslaagd te voldoen aan de regels 5.1 en 5.3 van de Omroepcode, waarin staat dat een politicus geen nieuwslezer, interviewer of journalist kan zijn, tenzij er, bij uitzondering, een redactionele rechtvaardiging is.

## Ontvangst
De zender is in het Verenigd Koninkrijk te ontvangen op verschillende tv-platforms zoals Freeview, Freesat, Sky, YouView en Virgin Media. Daarbuiten is het kanaal beschikbaar op de Astra 2F satelliet (freq. 11670 MHz, horizontale polarisatie), te ontvangen in Ierland, de Benelux en Noord-Frankrijk, en in het grootste deel van Europa met een geschikte schotelantenne. De uitzendingen zijn ook in een livestream via de website te bekijken.

## Programmering
Het kanaal levert geen doorlopend nieuws, maar wil, in navolging van sommige Amerikaanse netwerken zoals MSNBC en Fox News, de dag  opsplitsen in “afzonderlijke programma's, gebouwd rond sterke presentatoren”.